# Kyselina lysergová
Kyselina lysergová je karboxylová kyselina, přirozeně obsažená v námelu. Spolu se svými deriváty tvoří skupinu námelových alkaloidů. Nejznámější derivát této kyseliny je psychedelická droga zvaná LSD.